# Thiepval-Denkmal

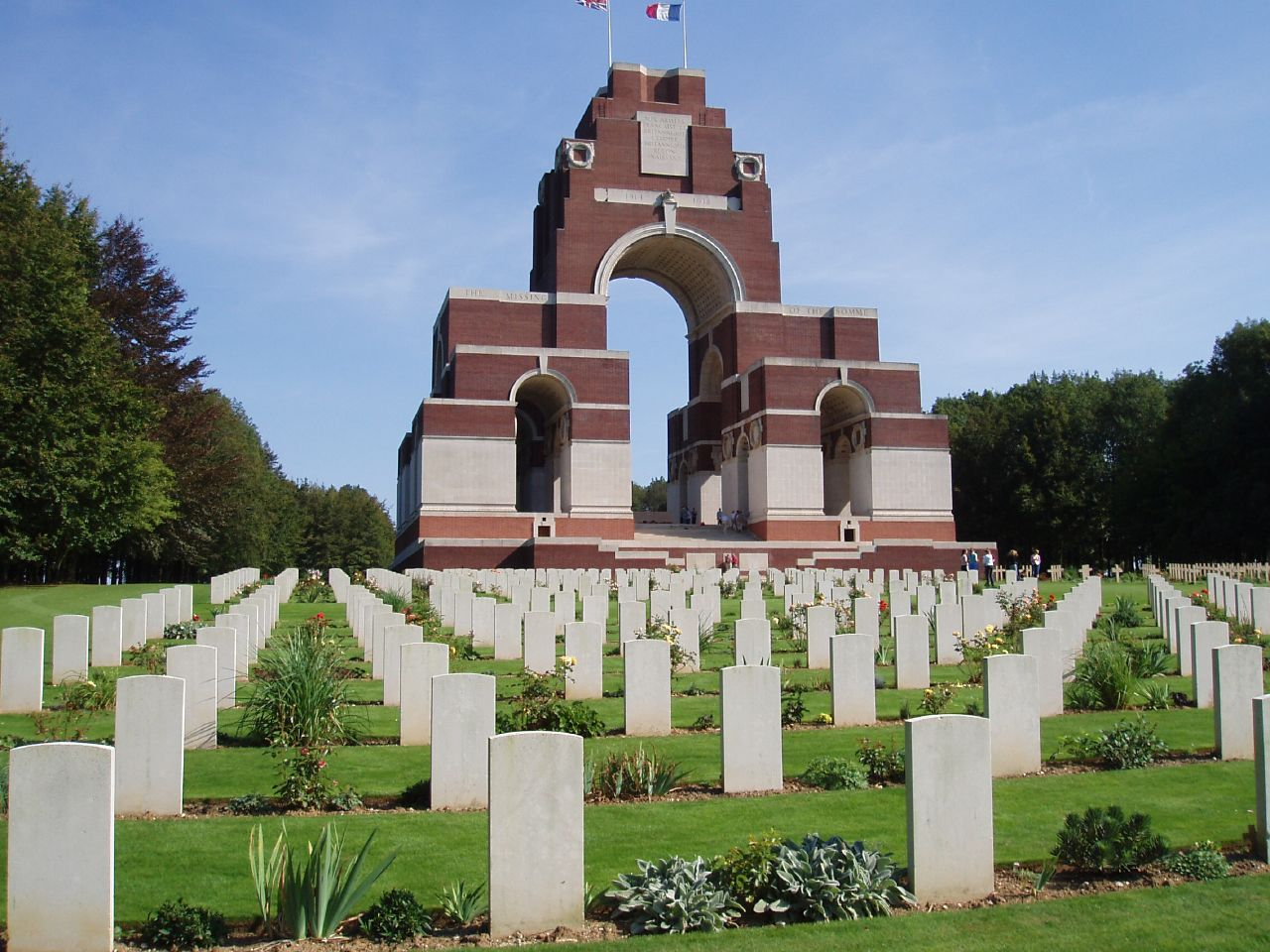
Ansicht des Thiepval-Denkmals mit Soldatenfriedhof

Das Thiepval-Denkmal ist ein Ehrenbogen in der nordfranzösischen Gemeinde Authuille. Es ist benannt nach dem nahe gelegenen Dorf Thiepval. 
Der 45 Meter hohe, auf 16 Pfeilern ruhende Bogen wurde von Edwin Lutyens im Auftrag der britischen Regierung entworfen und 1932 in Ziegelbauweise errichtet. Das Monument erinnert an Soldaten der britischen und südafrikanischen Armee-Einheiten, die im Ersten Weltkrieg in der Schlacht an der Somme gefallen sind und nicht mehr in einem eigenen Grab bestattet wurden. Unter den derzeit (2010) 72.090 eingemeißelten Namen findet sich auch der britische Komponist George Butterworth. Der Soldatenfriedhof hinter dem Denkmal markiert die Frontlinie am 1. Juli 1916, dem ersten Tag der Schlacht. Später aufgefundene und identifizierte Gefallene werden hier mit militärischen Ehren beigesetzt, ihre Namen danach vom Denkmal entfernt. Eine eigene Grabstätte birgt die sterblichen Überreste von je 300 gefallenen französischen und Commonwealth-Soldaten.
Das Thiepval-Denkmal ist die wichtigste britische Gedenkstätte in Frankreich und wird jährlich von über 160.000 Menschen besucht. Seit 2004 ist ihr ein Informationszentrum angeschlossen. Alljährlich am 1. Juli und 11. November (Veterans Day) werden gemeinsame britisch-französische Gedenkzeremonien abgehalten.